# Гарнир
Гарни́р (от фр. garnir — «снаряжать») — дополнительные компоненты к основной части блюда, предназначенные для его украшения, увеличения питательной и вкусовой ценности. Гарниром могут быть любые продукты, в зависимости от того, что в блюде считается основным компонентом. В русскоязычных странах «гарниром» принято называть дополнения к мясным или рыбным продуктам в виде круп, макаронных изделий, овощей или картофеля (жареного, отварного или в виде пюре). Классическая французская кухня также подразумевает любое дополнение, в том числе овощи или картофель. В европейской кухне используют также салат, хлеб, не менее популярны рис и кускус в блюдах восточной кухни.

Примеры
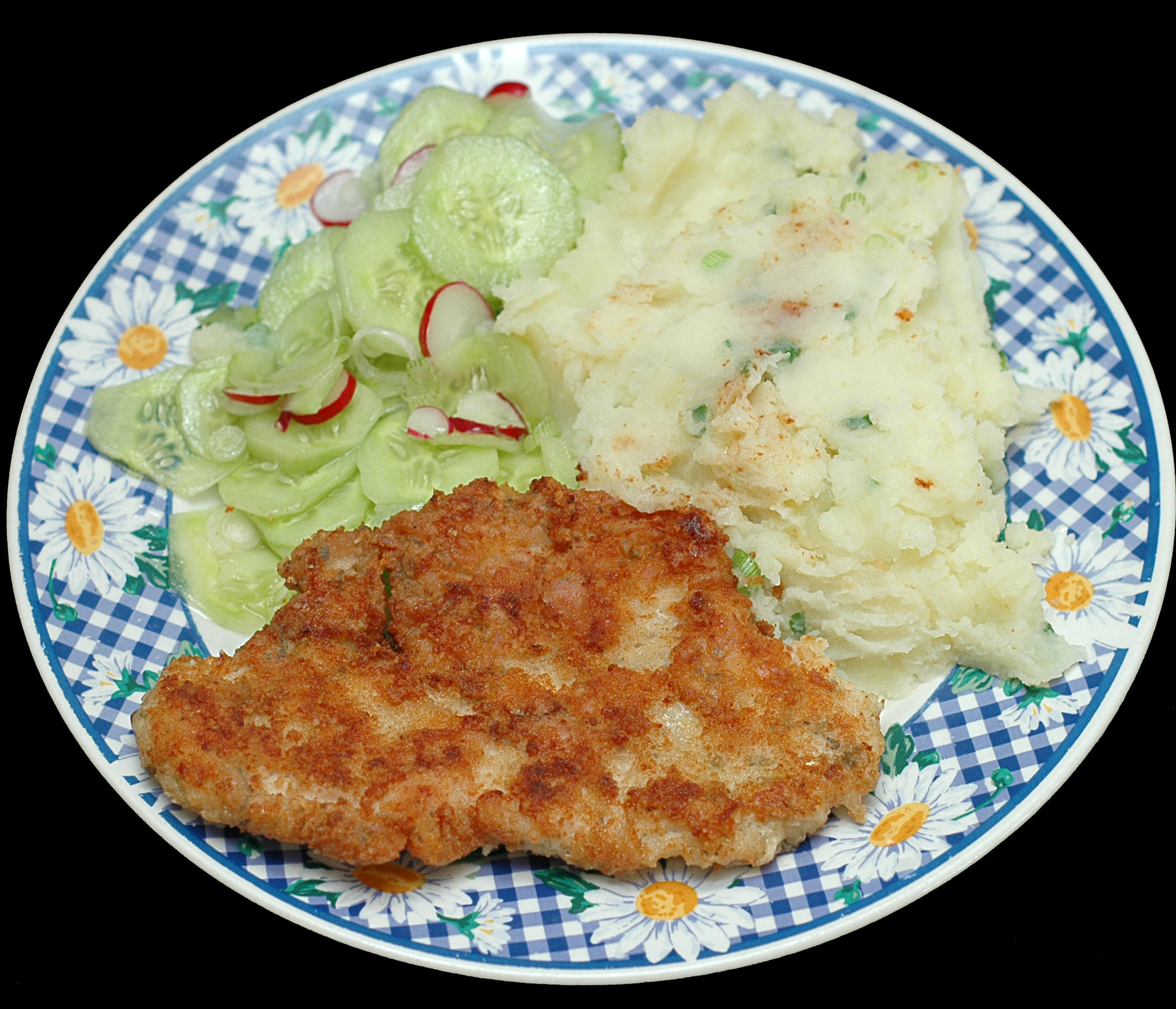
Котлета с гарниром из салата и картофельного пюре
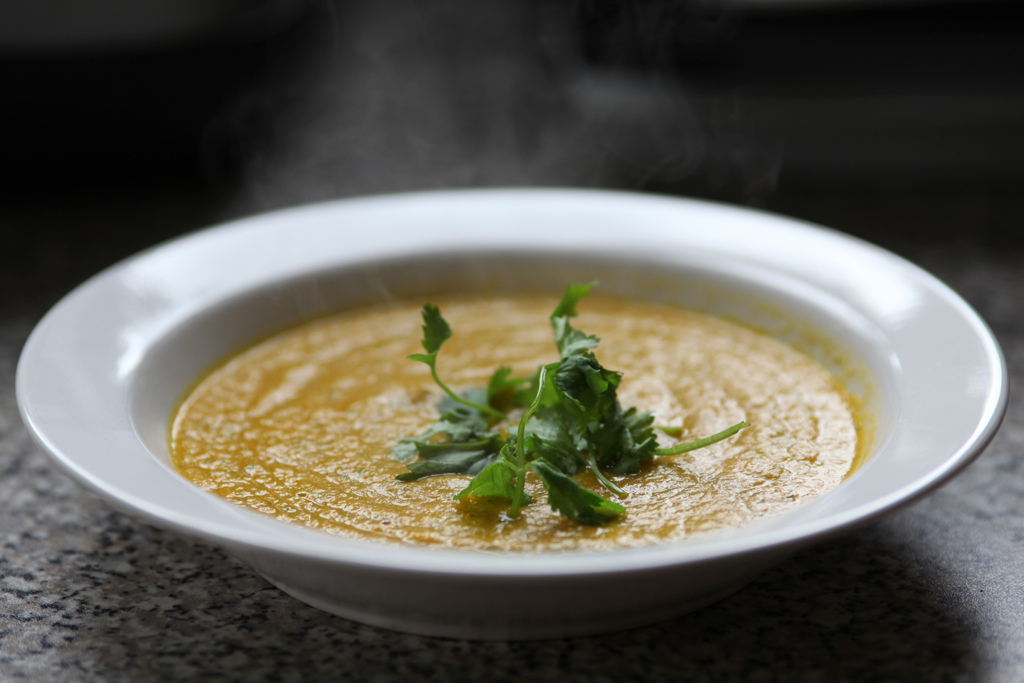
Морковный суп, гарнированный петрушкой
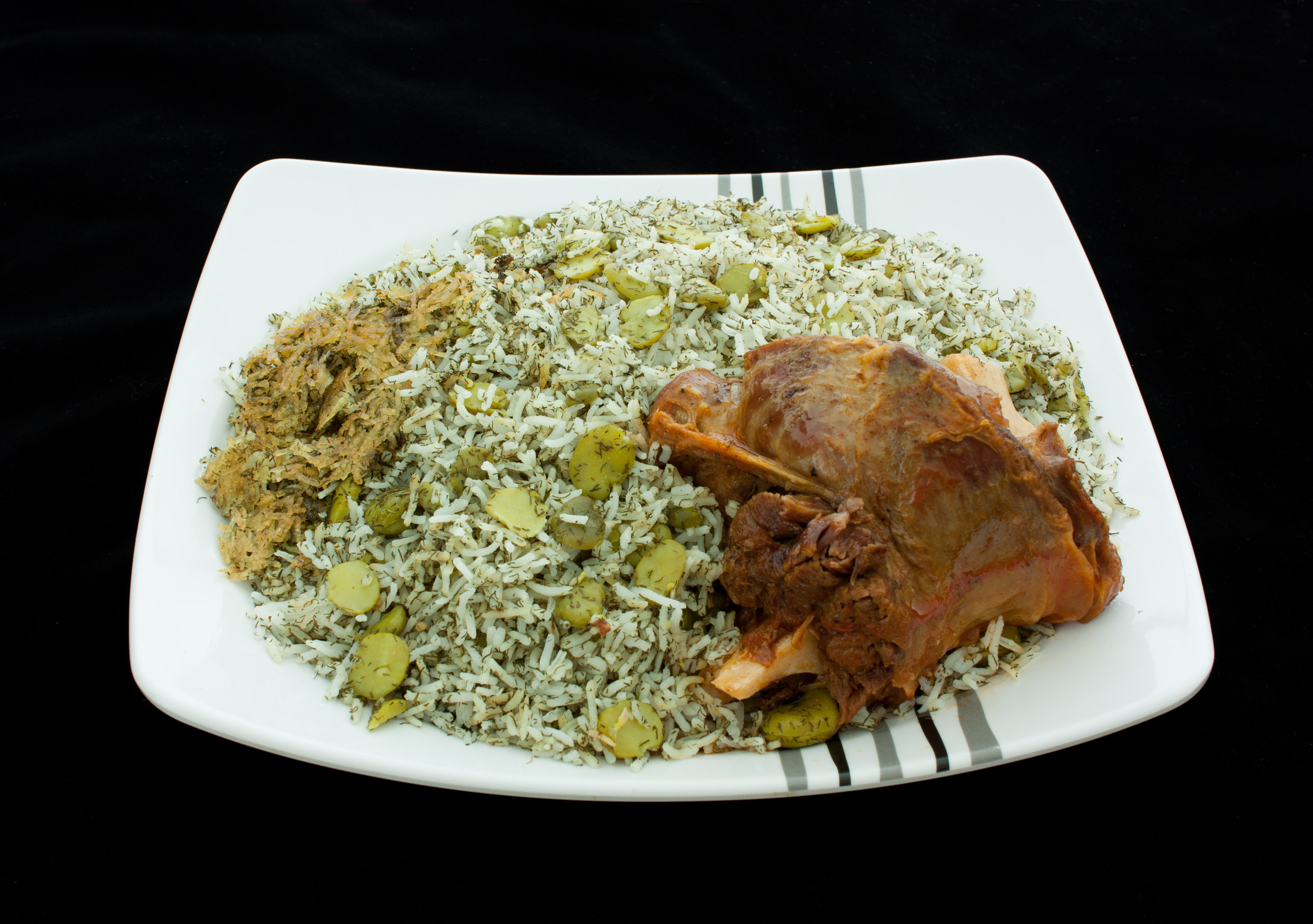
Иранский постный плов с бобами и мясным гарниром

Гарнир может оттенять блюдо, либо контрастировать с ним по вкусу или цвету. Некоторые виды выбирают только ради визуального воздействия или аромата. Петрушка считается традиционным классическим гарниром, благодаря своей чёткой форме с резными листьями. В список гарниров для основных блюд и продуктов входят:
- Булочки (или другой хлеб)
- Гремолата
- Гренки
- Грецкий орех
- Дюксель
- Зелёный или жареный лук
- Икра
- Имбирь
- Капуста (брокколи, цветная, бело- и краснокочанная)
- Картофель запечённый
- Картофель фри
- Кунжут
- Макаронные изделия
- Микрозелень
- Мята
- Орехи
- Оливковое масло (замороженное в формочках)
- Редис
- Спаржа
- Тыква
- Фасоль

Также есть гарниры, используемые в оформлении напитков и кондитерских изделий:
- Какао-порошок
- Кокосовая стружка
- Коктейльная вишня
- Фрукты
- Вафли
- Орехи
- Зелёные оливки
- Мята
- Съедобные цветы